# فرنجة
الإفرنج أو الفرنجة هم مجموعة قبائل جرمانية غربية والتي كانت قد شكلت ما عرف باسم تحالف القبائل الجرمانية. كان التحالف مكونا من قبائل السليان والسيكامبري والتشامافي والتشاتي والبروكتيري واليوسيبيتس الأمبسيفاري. دخل الإفرنج مناطق الإمبراطورية الرومانية من خلال ما يعرف الآن بألمانيا واستوطنوا المناطق الشمالية من بلاد الغال (حالياً فرنسا وأجزاء من غرب ألمانيا) مكونين فيها إمارة شبه مستقلة.
التعاريف المعاصرة عن الانتماء العرقي للفرنجة تتفاوت بحسب الفترة، ومن غير الواضح ما إذا كان الفرنجة قد أشاروا إلى أنفسهم بهذه الصفة. كان الفرنجة في البداية مجموعة متميزة بثقافتهم داخل أفرنجة. اسم فرنسا الحديثة مأخوذ من هذه القبائل.

## التاريخ

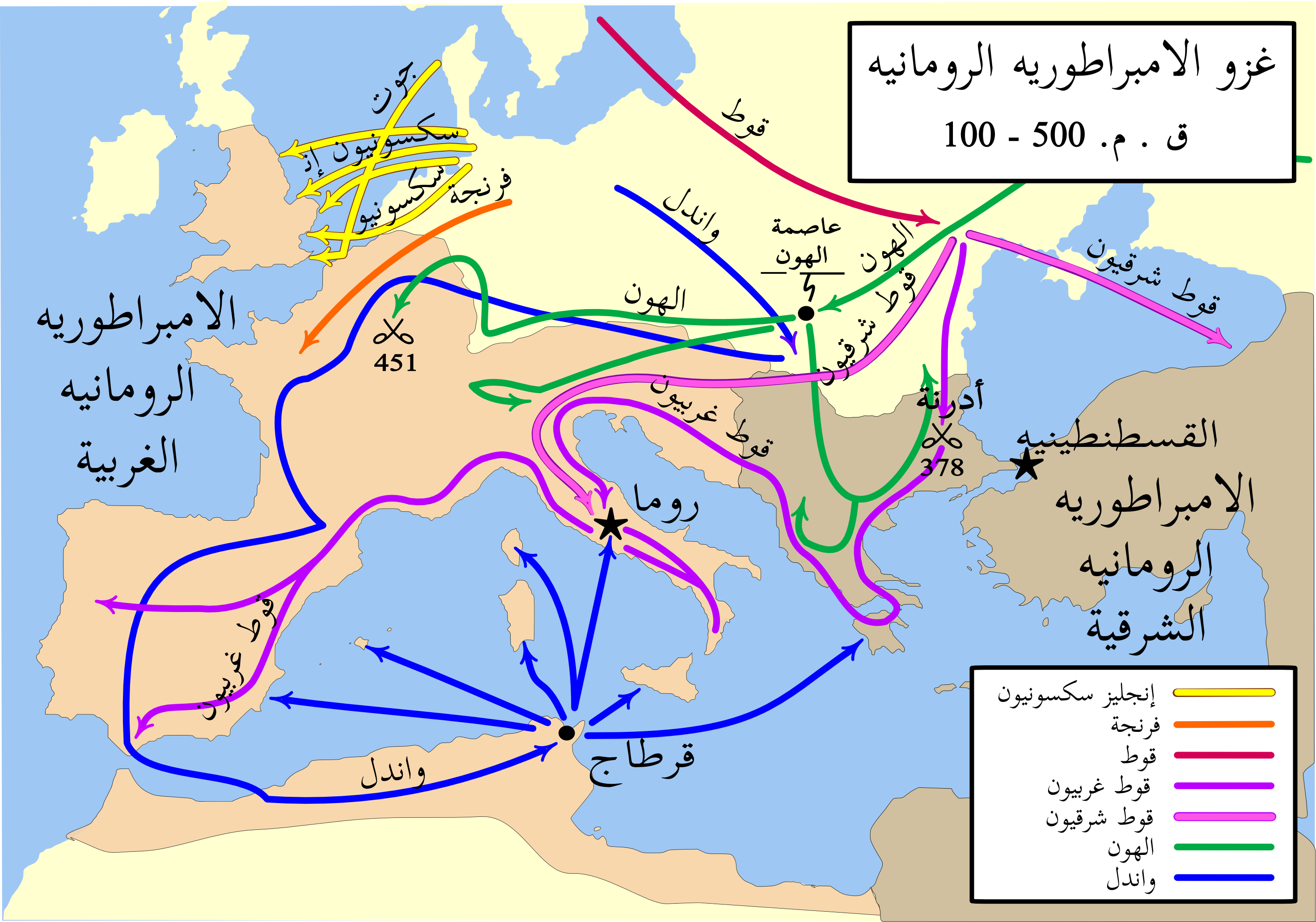
الهجرات الأوروبية بين القرنين الثاني والخامس الميلادي

دخل الفرنجة التاريخ حوالي العام 260م بغزوهم الراين بالإمبراطورية الرومانية. ذكروا للمرة الأولى على خريطة اللوحة البويتنغرية (Tabula Peutingeriana).
تشمل أهم المصادر عن تاريخهم:
بانيغيريسي لاتيني، أميانوس مارسيلينيوس، كلاوديان، زوسيموس، سيدونيوس أبوليناريس وغريغوري التوري.

### الأصول العرقية
يتفق العلماء الحديثون لعصر الهجرات أن الهوية الفرنجية ظهرت في النصف الأول من القرن الثالث الميلادي كمجموعات صغيرة ذات أصول مختلفة، تشمل الساليون، السيكامبريون، الشاماويون، البروكتريون، الكاتيون، والكاتواريون، الذين أهلوا وادي الراين السفلي والأراضي الواقعة إلى شرقها.
ظهر الفرنجة في النصوص الرومانية كحلفاء وأعداء على السواء. استغلت مجموعة من الفرنجة حوالي العام 250م ضعف الإمبراطورية الرومانية، فغزو أراضيها وتوغلوا حتى طرخونة بإسبانيا الحالية، وبقوا بهذه المنطقة نحو عقد من الزمان حتى طردتهم القوات الرومانية من أراضيها.
بعد حوالي أربعين عاماً، سيطر الفرنجة على منطقة نهر شلت (تقع اليوم غرب فلاندرز وجنوب غرب هولندا)، وأغاروا على القنال قاطعين المواصلات نحو بريطانيا. أعادت القوات الرومانية السلام في المنطقة، ولكنها لم تطرد الفرنكيين، الذين استمروا ليكونوا قراصنة مهابين على طول شواطئ على الاقل حتى وقت جوليان المرتد عام (358)م الذي قبل بهم، فمنح قبيلة الساليين الفرنكية صفة الحليفة (foederati) في توكساندريا كما ذكر أميانوس مارسيلينوس.
وسـّع الساليون من نفوذهم بنهاية القرن الخامس الميلادي على الأراضي الرومانية ليشمل هولندا جنوب الراين، وبلجيكا وشمال فرنسا حيث التقوا مع شعوب أخرى وبشكل رئيسي من العرق الفرنكي. فنتجت السلالة الميروفنجية في القرن الخامس الميلادي.

## الإمبراطورية الرومانية
سمح الإمبراطور جوليان للفرنجة وهم من القبائل الجرمانية بعبور نهر الراين والاستقرار على حدود الإمبراطورية الرومانية، وعندما بدأ الانحلال والتدهور في القسم الغربي من الإمبراطورية الرومانية في القرن الخامس الميلادي توغل الفرنكيين في أراضي الإمبراطورية، واستعمروا الأجزاء الشمالية من غاليا ووصلوا إلى شمال مدينة باريس الرومانية، وكان من ملوكهم كلوديون الملتحي الذي انتصر على الجيوش الرومانية بقيادة أئسيوس ثم حكم بعده ميروفيوس الذي نسبت إليه السلالة الميروفنجية، ثم حكم من بعده ابنه شيلديريك الأول ثم جاء ابنه كلوفيس الأول (سنة 481-511 م).

## إمبراطورية الفرنجة
بسطت إمبراطورية الفرنجة قبضتها على أجزاء كبيرة من أوروبا الغربية بحلول نهاية القرن الثامن، الإمبراطورية الكارولينجية والدول التي خلفتها تنتمي للفرنجة، نخبة السليان السياسية كانت القوة الأكثر فاعلية في نشر المسيحية في أوروبا الغربية.اعتناق الإفرنج (الفرنكيين) للمسيحية على يد ملكهم كلوفيس الأول كان نقطة تحول في تاريخ القارة الأوروبية.

## المملكة
تتضارب الأنباء عن تاريخ الإمارة القديم ولايمكن معرفة أي تاريخ من تواريخ تولي الملوك الحكم أو معرفة حدود الدولة بدقة. قليل من المصادر المكتوبة تخبر أن الميروفنجيين هم أول من حكم الفرنجة ثم تبعهم الكارولينجيون.
خلال القرن الأخير من حكم الميروفنجيين، دفعت سلالة الميروفنجيين إلى دور احتفالي. انتهت به في انقلاب القصر 751م عندما خلع بيبين القصير ابن كارل مارتل رسمياً شيلدريك childeric الثالث، وبداية حكم الكارولينجيين الملكي.

## اللغة الفرنجية
اللغة الفرنجية القديمة هي اللغة التي كان يتحدث بها الإفرنج الأوائل وهي لغة تحمل بعض ملامح اللغة الفرنسية القديمة واللاتينية.

## فرنسا
توحدت المنطقة التي تشملها فرنسا اليوم لأول مرة سنة 486م. قام الملك الفرنجي كلوفيس الأول (Clovis Ier) بلم شمل القبائل الجرمانية تحت لواء قبيلة الفرنجة. ضمت المملكة الجديدة قبائل عدة مثل الألامان (Alamans)، البرغنديون (Burgondes) والقوط الغربيون (Wisigoths). بعد الوحدة انشطرت المملكة (والتي كانت تسمى بلاد غالة) إلى ممالك، حكم كل منها أحد أبناء عائلة الميروفنجيين (Mérovingien).
منتصف القرن الـثامن للميلاد حلت سلالة الكارولنجيين (Carolingiens) محل الميروفنجيين (Mérovingien) وقامت بتوسعة أراض المملكة الفرنجية.
أصبحت المملكة الفرنجية إمبراطورية مع تتويج شارلمان (Charlemagne). قسم شارلمان إمبراطوريته الواسعة في عام 806م بين أولاده الثلاثة بيبين، ولويس، وشارل. ولكن بيبن توفي عام 810م، وشارل في عام 811م، ولم يبق من هؤلاء الأبناء إلا لويس، وكان منهمكاً في العبادة انهماكاً بدا معه أنه غير خليق بأن يحكم عالماً مليئاً بالاضطراب والغدر. غير أن لويس الأول رغم هذا قد رفع باحتفال مهيب في عام 813م من ملك إلى إمبراطور.
وبعد موت لويس الأول قسمت المملكة الفرنجية من جديد. اثنتان من هذه الممالك عمرتا، مملكة فرنكيا الشرقية (Francia orientalis) شكلت ألمانيا فيما بعد ومملكة فرنكيا الغربية (Francia occidentalis) والتي شكلت فرنسا. عام 842م قام أحفاد شارلمان بعقد قسم ستراسبورج في شتراسبورغ (serments de Strasbourg). تعتبر وثيقة هذا العقد من أقدم الوثائق المكتوبة بلغتين متباينتين (التوداسك والرومان) آنذاك. يعتبر بعض المؤرخين في فرنسا هذه الوثيقة عقد الميلاد الرسمي لبلاد فرنسا وكذلك ألمانيا.

## المملكة الميروڤنجية (481-751)

اتساع الامبراطورية الفرانكية، 481-814 م.

وكان أول ملوك الفرنجة المعروفين باسمهم هو كلوديو Chlodio الذي هاجم كولوني في عام 431م؛ ولقد هزمه إيتيوس Aetius، ولكن كلوديو نجح في احتلال غالة من شرقها إلى نهر السوم في الغرب، واتخاذ تورناي عاصمة له. وخلفه على العرش ملك آخر يدعى مروڤك Merovingian (ابن البحر) -وقد يكون هذا مجرد خرافة- وهو الذي سميت باسمه الأسرة المروفنجية Merovingian التي حكمت الفرنجة حتى عام 751م. وأغوى ابنه كلدريك Childeric باسينا Basina زوجة أحد الملوك الثورنجيين Thuringian؛ فجاءت إليه لتكون ملكته، وقالت: إنها لا تعرف رجلا أحصف منه عقلا، أو أقوى منه جسماً، أن أجمل منه خلقاً. وولدت له كلوڤيس Clovis، الذي أنشأ فرنسا والذي تسمى باسمه ثمانية عشر من الملوك الفرنسيين.
وورث كلوفيس عرش المروفنجيين في عام 841م، وكان وقتئذ في الخامسة عشر من عمره، ولم تكن مملكته تشغل وقتئذ إلا ركناً من أركان غالة، فقد كانت قبائل أخرى من الفرنجة تحكم ارض الترين، وكانت مملكتا القوط الغربيين والبرگنديين القائمتان جنوبي غالة قد استقلتا استقلالا تاماً بعد سقوط روما. وكان الطرف الشمالي العربي من غالة، الخاضع بالاسم لحكم روما حتى ذلك الوقت، ضعيفاً لا يجد من يدافع عنه، فغزاه كلوڤيس، واستولى على الكثير من مدنه وعلى عدد من أكابر رجاله. ثم قبل الفدية منهم. وباع الغنائم، وابتاع الجند والمؤن، والأسلحة، وزحف على سواسون Soissons وهزم جيشاً «رومانياً» (486)م.
ثم وسع فتوحه في السنين التالية حتى لامست حدود شبه جزيرة بريطاني، ونهر اللوار. وضم إلى جانبه السكان الغاليين بأن ترك لهم أراضيهم، كما ضم إليه رجال الدين المسيحيين بأن احترم دينهم وأبقى لهم ثروتهم. وفي عام 493م تزوج مسيحية تدعى كلوثيلد Clothilde، وما لبث أن اعتنق بتأثيرها الدين المسيحي على أساس العقائد النيقية، وعمده ريمي الأسقف والقسيس في ريمز أمام حشد من رجال الدين والأعيان، دعوا لهذا الغرض ولحكمة لا تخفى، من جميع أنحاء غالة، ثم تقدم كلوفيس إلى ميدان القتال يتبعه ثلاثة آلاف جندي. وربما كان سبب اعتناق كلوفيس الدين الجديد أنه كان يتوق إلى الوصول إلى شواطئ البحر المتوسط، وأنه كان يرى أن مُلك فرنسا خليق بأن يعتنق من أجله هذا الدين. وأخذ أتباع الدين القويم في غالة القوط الغربيين، وغالة البرغنديين، ينظرون إلى حكامهم شرراً، وأصبحوا من ذلك الحين حلفاء الملك الفرنجي الشاب في السر أو في العلن.
ورأى ألريك الثاني بداية هذا التيار الجارف، وحاول أن يصده بالكلام المعسول، فدعا كلوفيس إلى الاجتماع به، واجتمعا بالفعل في أمبواز Amboise وعقدا ميثاق الصداقة الدائمة، ولكن ألريك قبض على جماعة من الأساقفة أتباع الدين الأصيل بعد عودته إلى طولوز. لتآمرهم مع الفرنجة، فدعا كلوفيس جمعيته الحربية وخطبها قائلاً: «يعز على نفسي أرى هؤلاء الأريوسيين يمتلكون جزءاً من غالة، فلنخرج لطردهم منها بمعونة الله»(47).
ودافع ألريك عن نفسه بكل ما وسعه الدفاع ومعه شعب منقسم على نفسه؛ ولكنه هزم في فوييه Vouill (القريبة من پواتييه (507). وقتله كلوفيس بيده. "وبعد أن قضى فصل الشتاء في بوردو"، كما يقول جريجوري التوري Gregory Of Tours واستولى على جميع كنوز ألريك التي كانت في طولوز، زحف لحصار أنگولم Angouleme. ومنّ الله عليه بفضله فتساقطت أسوار المدينة من تلقاء نفسها". وها نحن أولاء نرى منذ ذلك الزمن (48) نغمة المؤرخ الإخباري التي بها العصور الوسطى. وكان سجيبرت الشيخ ملك الفرنجة الربواريين حليفاً لكلوفس من زمن بعيد. والآن أوحى كلوفيس إلى سديبرت بالميزات التي ينالها بعد موت أبيه. فقتل الابن والده وأرسل كلوفيس إلى القاتل شعائر الود والصداقة ومعها عماله ليقتلوه. فلما تم ذلك لكلوفيس زحف على كولوني وأقنع زعماء الربواريين بأن يرتضوه ملكاً عليهم. ويقول جريجوري في ذلك "وجعل الله أعداءه يخرون في كل يوم صرعى تحت قدميه... لأنه كان يسير أمام الله بقلب سليم، ولأنه كان يفعل ما تقر به عين الله"(49).
وسرعان ما اعتنق الأريوسيون المغلوبون المذهب الصحيح، وسمح لقساوستهم أن يحتفظوا بمناصبهم الدينية بعد أن تخلوا عن الفارق بين المذهبين وهو فارق ليس ذا شأن كبير. ونقل كلوفيس عاصمته إلى باريس وسار إليها مثقلاً بالأسرى والعبيد، والدعوات الصالحات، ومات فيها بعد أربع سنين في سن الخامسة والأربعين. وجاءت الملكة كلوثيلد، التي كان لمعونتها بعض الفضل في إنشاء فرنسا الغالية، «إلى تور بعد موت زوجها، وأدت الصلاة في كنيسة القديس مارتن، وعاشت في ذلك المكان عفيفة رحيمة طول أيام حياتها»(50).

## مواضيع متعلقة
- الإمبراطورية الكارولينجية
- إمبراطورية الفرنجة
- أحدات متعلقة بالفرنج من موقع فهرس.نت